# 普萊森特瓦利 (印地安納州馬丁縣)
普萊森特瓦利（英語：Pleasant Valley）是位於美國印地安納州馬丁縣的一個非建制地區。該地的面積和人口皆未知。